# 1934 a filmművészetben

## Események
- február 16. – a német birodalmi mozgóképtörvény bevezeti a filmkészítés előzetes cenzúráját a Német Birodalom területén. Ettől kezdve a „nemzetszocialista vagy művészi érzületet” sértő filmeket be lehet tiltani. A filmalkotások új minősítésénél ezután alkalmazzák az „állampolitikai szempontból értékes” kifejezést.[1]
- február 17. – A február 6-i párizsi fasiszta megmozdulásokra válaszként megalakul az Antifasiszta Értelmiség Éberségének Bizottsága, amely a kultúra területén működő minden alkotót a jobboldali veszély elleni harcra szólít fel. Jean Renoir és számos filmes csatlakozik a baloldali együttműködéshez.[2]
- február 19. – Bob Hope feleségül veszi Dolores Reade színésznőt
- április 21. – Berlinben bezáratják az utolsó független mozit, a Camerát, ahol művészileg értékes némafilmeket vetítettek, az államilag támogatott új művek helyett.[3]
- A magyar filmek megszabott forgatási ideje maximum 12 nap. Székely Istvánnak ennyi idő alatt kellett leforgatnia az Ida regényét. Minden további forgatási nap után a gyártó cég büntetést fizettet a rendezővel.[4]
- április – Az USA katolikus templomaiban elítélik az erkölcstelen és tisztességtelen filmeket. Egy éven belül 8 millióan írják alá a fogadalmat, és kötelezik magukat, hogy bojkottálni fogják a hasonló filmeket.[5]
- szeptember 28. – Olaszországban létrehozzák a Mozgóképművészeti Főigazgatóságot. Az olasz filmhatóság első vezetője Luigi Freddi lesz 1939 márciusáig, aki a fasiszta filmgyártás támogatója.[6]
- december 31. – az USA mozijait hetente 75 millió néző látogatja, az amerikai filmipar kezd talpraállni.[7]
- A magyar filmek költségvetése kb 100 ezer pengő volt, melynek huszadát kapta a rendező, ha túllépte a időkorlátozást, akkor napi 1000 pengőt kellett megfizetnie.[8]

## Sikerfilmek
1. Viva Villa! – rendező Jack Conway
2. The Black Cat – rendező Edgar G. Ulmer
3. Let's Try Again – rendező Worthington Miner

## Magyar filmek
- Búzavirág – rendező Székely István
- Egy éj Velencében - rendező 	Cziffra Géza, Robert Wiene
- Emmy – rendező Székely István
- Helyet az öregeknek – rendező Gaál Béla
- Ida regénye – rendező Székely István
- Lila akác – rendező Székely István[9]
- Meseautó – rendező Gaál Béla[10]
- Márciusi mese – rendező Mártonffy Emil
- Rotschild leánya – rendező Gaál Béla
- Az új rokon – rendező Gaál Béla
- Az iglói diákok – rendező György István

## Oscar-díjak
1934. március 16.
- Film:Kavalkád
- Rendező:Frank Lloyd – Kavalkád
- Férfi főszereplő:Charles Laughton – VIII. Henrik magánélete
- Női főszereplő: Katharine Hepburn – Morning Glory
- Külföldi film – Az arany ember – Robert Flaherty

## Filmbemutatók
- Anne of Green Gables, főszereplő Anne Shirley
- The Barretts of Wimpole Street, főszereplő Charles Laughton, Fredric March, Maureen O'Sullivan, és Norma Shearer
- Belle of the Nineties, főszereplő Mae West[12]
- A fekete macska (The Black Cat), főszereplő Boris Karloff és Lugosi Béla
- Bright Eyes, főszereplő Shirley Temple
- Broadway Bill, főszereplő Warner Baxter és Myrna Loy; rendező Frank Capra
- Bulldog Drummond Strikes Back, főszereplő Ronald Colman
- Burn 'Em Up Barnes, főszereplő Jack Mulhall
- The Case of the Howling Dog, főszereplő Warren William as Perry Mason
- The Cat and the Fiddle, főszereplő Ramon Novarro és Jeanette MacDonald
- Charlie Chan in London, főszereplő Warner Oland
- Charlie Chan's Courage, főszereplő Warner Oland
- The Circus Clown, főszereplő Joe E. Brown
- The Clairvoyant, főszereplő Claude Rains és Fay Wray
- Kleopátra, rendező Cecil B. DeMille, főszereplő Claudette Colbert[13]
- El compadre Mendoza, rendező Fernando de Fuentes
- Gróf Monte Cristo, főszereplő Robert Donat
- Crime Without Passion, főszereplő Claude Rains
- Dames, egy Busby Berkeley musical, főszereplők Dick Powell, Ruby Keeler, Joan Blondell, ZaSu Pitts, Berton Churchill és Hugh Herbert. rendező Ray Enright
- Dark Hazard, főszereplő Edward G. Robinson
- Death on the Diamond, főszereplő Robert Young
- Death Takes a Holiday (film), főszereplő Fredric March
- Eine Nacht in Venedig, főszereplő Tino Pattiera
- Fashions of 1934, főszereplő William Powell és Bette Davis
- Fog Over Frisco, starring Bette Davis
- Forsaking All Others, főszereplő Robert Montgomery, Joan Crawford és Clark Gable
- Gambling Lady, főszereplő Barbara Stanwyck
- The Gay Bride, főszereplő Carole Lombard
- The Gay Divorcee, főszereplő Fred Astaire és Ginger Rogers
- The Girl from Missouri, főszereplő Jean Harlow
- Here Comes the Navy, főszereplő James Cagney és Pat O’Brien
- The House of Rothschild, főszereplő George Arliss és Loretta Young
- Imitation of Life, főszereplő Claudette Colbert és Warren William
- Ez történt egy éjszaka, főszereplő Clark Gable és Claudette Colbert, rendező Frank Capra[14]
- It's a Gift, főszereplő W.C. Fields
- Jimmy the Gent, főszereplő James Cagney és Bette Davis
- Judge Priest, főszereplő Will Rogers
- Kid Millions, főszereplő Eddie Cantor
- Atalante, rendező Jean Vigo[15]
- Let's Try Again, főszereplő Clive Brook és Diana Wynyard
- Little Man, What Now?, főszereplő Margaret Sullavan
- The Little Minister, főszereplő Katharine Hepburn és John Beal
- Little Miss Marker, főszereplő Shirley Temple
- The Lost Patrol, főszereplő Victor McLaglen, Boris Karloff és Wallace Ford
- The Lucky Texan, főszereplő John Wayne
- Madame DuBarry, főszereplő Dolores del Río
- The Man From Utah, főszereplő John Wayne
- Man of Aran (Documentary)
- Egy ember, aki túl sokat tudott, Hitchcock thriller, főszereplője Leslie Banks és Peter Lorre[16]
- The Man with Two Faces, főszereplő Edward G. Robinson
- Manhattan Melodrama, főszereplő Clark Gable, William Powell and Myrna Loy
- The Merry Widow, főszereplő Maurice Chevalier és Jeanette MacDonald
- Mystery Mountain
- Of Human Bondage, főszereplő Leslie Howard és Bette Davis
- The Old Fashioned Way, főszereplő W.C. Fields
- Our Daily Bread, főszereplő Karen Morley és Tom Keene
- The Richest Girl in the World, főszereplő Miriam Hopkins, Joel McCrea és Fay Wray
- Riptide, főszereplő Norma Shearer és Robert Montgomery
- The Scarlet Empress, főszereplő Marlene Dietrich[17]
- The Scarlet Pimpernel, főszereplő Leslie Howard és Merle Oberon[18]
- Six of a Kind, főszereplő Charles Ruggles, Mary Boland és W.C. Fields
- Spitfire, főszereplő Katharine Hepburn
- Színes fátyol, főszereplő Greta Garbo
- The St. Louis Kid, főszereplő James Cagney
- Stand Up and Cheer! főszereplő Warner Baxter és Madge Evans, és az 5 éves Shirley Temple.
- The Star Packer, főszereplő John Wayne
- Tarzan and His Mate, főszereplő Johnny Weissmuller és Maureen O'Sullivan
- The Thin Man, főszereplő William Powell és Myrna Loy[19]
- The Trail Beyond, főszereplő John Wayne
- Treasure Island, főszereplő Wallace Beery és Jackie Cooper
- Twentieth Century, főszereplő John Barrymore és Carole Lombard
- Twenty Million Sweethearts, főszereplő Pat O’Brien, Dick Powell és Ginger Rogers
- Villa, Villa!, főszereplő Wallace Beery, Leo Carrillo és Fay Wray
- We're Not Dressing, főszereplő Bing Crosby és Carole Lombard
- We're Rich Again, főszereplő Edna May Oliver és Billie Burke
- A Wicked Woman, főszereplő Mady Christians, Jean Parker és Charles Bickford
- Wonder Bar, főszereplő Al Jolson
- You're Telling Me!, főszereplő W.C. Fields
- A fekete kártya (A nagy játék - Le grand jeu), rendező Jacques Feyder
- A nyomorultak (Les Misérables), rendező Raymond Bernard
- Nana, rendező Dorothy Arzner és George Fitzmaurice
- Kizsé hadnagy, rendező Alexander Faincimmer

## Rövidfilm sorozatok
- Buster Keaton (1917–1941)
- Our Gang (1922–1944)
- Laurel és Hardy (1926–1940)

## Rajzfilm sorozatok
- Krazy Kat (1925–1940)
- Oswald the Lucky Rabbit (1927–1938)
- Mickey egér (1928–1953)
- Silly Symphonies (1929–1939)
- Screen Songs (1929–1938)
- Bolondos dallamok (1930–1969)
- Terrytoons (1930–1964)
- Merrie Melodies (1931–1969)
- Scrappy (1931–1941)
- Betty Boop (1932–1939)
- Popeye, a tengerész (1933–1957)
- Willie Whopper (1933–1934)
- ComiColor Cartoons (1933–1936)
- Cubby Bear (1933–1934)
- The Little King (1933–1934)
- Happy Harmonies (1934–1938)
- Cartune Classics (1934–1935)
- Color Rhapsodies (1934–1949)
- Amos & Andy (1934)

## Születések
- január 20. – Tom Baker, színész
- január 22. – Bill Bixby, tv színész († 1993)
- február 11. – Tina Louise, színésznő
- február 17. – Alan Bates, brit színész († 2003)
- március 26. – Harkányi Endre színész
- április 15. – Bodrogi Gyula, színész
- április 22. – Jack Nicholson, színész
- április 24. – Shirley MacLaine, amerikai színésznő
- június 23. – Nepp József, rajzfilmrendező
- július 1. –
  - Sydney Pollack, amerikai rendező, producer, színész († 2008)
  - Claude Berri, francia rendező, producer († 2009)
- augusztus 7. – Simó Sándor, filmrendező († 2001)
- augusztus 16. – Pierre Richard francia színész, rendező, forgatókönyvíró
- szeptember 20. – Sophia Loren, színésznő
- szeptember 27. – Wilford Brimley, színész
- szeptember 28. – Brigitte Bardot, színésznő
- december 9. – Judi Dench, színésznő

## Halálozások
- január 30. – Dorothy Dell, 19, színésznő
- március 21. – Lilyan Tashman, 34, színésznő
- július 28. – Marie Dressler, színésznő
- október 5. – Jean Vigo, rendező (* 1905)